# Епархия Абсасаллы
Епархия Абсасаллы (лат. Dioecesis Absasallensis) — упразднённая епархия, в настоящее время титулярная епархия Римско-Католической церкви.

## История
Античный город Абсасалла находился в римской провинции Африка и до VII века был центром одноимённой епархии. Епархия Абсасаллы входила митрополию Карфагена. В VII веке епархия Абсасаллы прекратила своё существование.
C 1966 года епархия Абсасаллы является титулярной епархией Римско-Католической церкви.

## Епископы
- упоминается в 646 году — епископ Доменик .

## Титулярные епископы
- 15.03.1966 — 21.09.1998 — епископ Domenico Ferrara M.C.C.I.[1] ;
- 28.11.1998 — 13.01.2012 — епископ Лоуренс Пиус Дорайрадж  — назначен епископом Дхармапури;
- с 18.02.2012 — епископ Christopher Glancy C.S.V. .

## Источник
- Annuario Pontificio, Libreria Editrice Vaticana, Città del Vaticano, 2003, стр. 748, ISBN 88-209-7422-3
- Pius Bonifacius Gams, Series episcoporum Ecclesiae Catholicae, Leipzig 1931, стр. 463  (лат.)
- Stefano Antonio Morcelli, Africa christiana, Volume I, Brescia 1816, стр. 65  (лат.)
- La Gerarghia Cattolica